# アロウズ・A2
アロウズ・A2 (Arrows A2) は、アロウズが1979年のF1世界選手権参戦用に開発したフォーミュラ1カー。トニー・サウスゲート、デイブ・ウォスが設計した

## 概要
A2は史上初のウィングカーであるロータス・78の設計にも関わったトニー・サウスゲートが設計した。車体全体、特にサイドポンツーンからリアウィング最後端・ディフューザーまでを一枚の翼に見立てた形状のウィングカーとし、全体で高いダウンフォースを得ようという意欲作であった。メインスポンサーのヴァルシュタイナーのカラーである金色に塗装された車体は「黄金の弾丸」と呼ばれた。
フロントサスペンションもウィング状のエアロパーツでカバーし、その後方の長いサイドポンツーンと一体化するようなフォルムとされたほか、ベンチュリ・トンネルをより機能させるためにサイドの路面と設置する下端部はスカートで完全に閉じられていた。フロントウィングの装着を考慮しない短く丸められた車体前部、角のように突き出したサイドミラー、複雑な形状のリアウィングを装着していた。
床下のベンチュリ構造のアウトレットを少しでも拡げるため、DFVエンジンは前傾角を付けてシャーシに搭載されていた。風洞実験では高いダウンフォースを示し、その性能が期待されたが、実走してみるとシャシーの剛性に欠けた。その補強をした結果、車重が増加することとなった。
1979年の第8戦フランスGPから投入され、ヨッヘン・マスがドイツGPとオランダGPでそれぞれ6位に入り、ポイントを獲得している。

## F1における全成績
(key) （太字はポールポジション）
| 年     | シャシー     | エンジン                   | タイヤ | No | ドライバー           | 1   | 2   | 3   | 4   | 5   | 6   | 7   | 8   | 9   | 10  | 11  | 12  | 13  | 14  | 15  | ポイント | 順位 |
| ------ | ------------ | -------------------------- | ------ | -- | -------------------- | --- | --- | --- | --- | --- | --- | --- | --- | --- | --- | --- | --- | --- | --- | --- | -------- | ---- |
| 1979年 | アロウズ・A2 | フォード コスワース DFV V8 | G      |    |                      | ARG | BRA | RSA | USW | ESP | BEL | MON | FRA | GBR | GER | AUT | NED | ITA | CAN | USA | 5*       | 9    |
| 1979年 | アロウズ・A2 | フォード コスワース DFV V8 | G      | 29 | リカルド・パトレーゼ |     |     |     |     |     |     |     | 14  | Ret | Ret | Ret | Ret | 13  |     | Ret | 5*       | 9    |
| 1979年 | アロウズ・A2 | フォード コスワース DFV V8 | G      | 30 | ヨッヘン・マス       |     |     |     |     |     |     |     | 15  | Ret | 6   | Ret | 6   | Ret | DNQ | DNQ | 5*       | 9    |

*（ 1979年のポイントの内3ポイントは前型アロウズ・A1Bの成績。）

## 参照
1. ↑  Arrows A2, une “bombe” en Formule 1 Motorsport.com 2018年12月28日
2. ↑  使用禁止の画期的F1マシン：グラウンドエフェクトを追求 Motorsport.com 2020年4月20日